# 바우어리

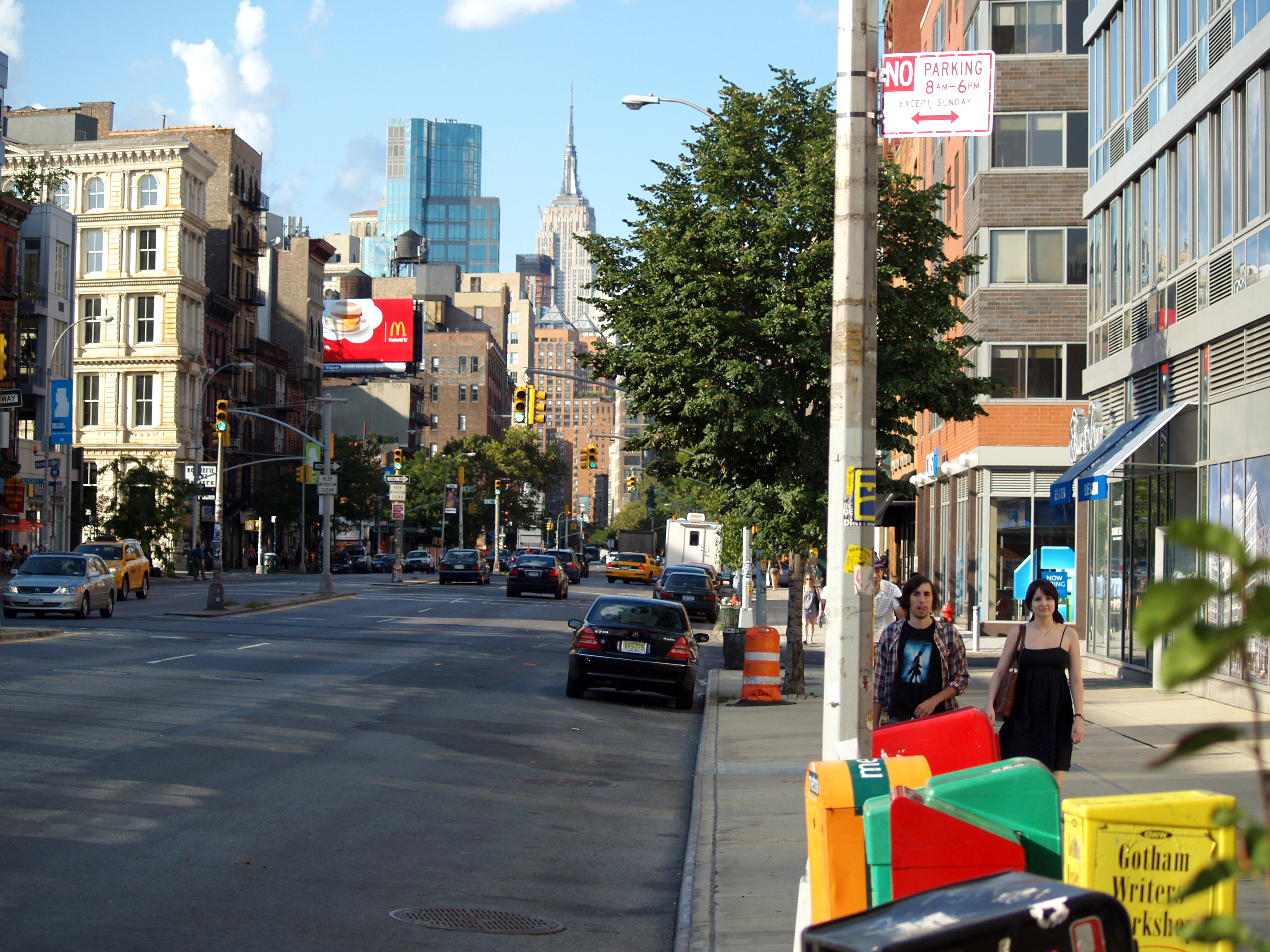
바우어리

바우어리(Bowery)는 미국 뉴욕 시의 싸구려 술집, 하숙, 떠돌이로 유명한 지구이다. 북서쪽으로 그리니치 빌리지, 북쪽으로는 동 4번가와 이스트 빌리지, 서쪽으로 리틀 이태리와 노리타, 동쪽으로 앨런 스트리트와 로워 이스트 사이드, 남쪽으로는 커낼 가와 차이나타운이 있으며, 남동쪽으로 코퍼레이티브 빌리지가 있다. 이 거리는 남쪽에서 채텀 광장, 파크 로우, 워스 스트리트, 못 스트리트가 지나고 있으며, 북쪽으로 4번가에서 쿠퍼 광장으로 지나간다. 반면, 인접 경계는 북쪽으로 대략 동 4번가와 이스트 빌리지며, 남쪽으로는 캐널 가와 차이나타운, 동쪽으로는 앨런 가와 로워 이스트 사이트 그리고 서쪽으로는 리틀 이태리가 있다.